# Dariusz Bogdał
Dariusz Bogdał (ur. 4 lipca 1961 we Wrocławiu) – polski chemik, profesor nauk chemicznych, profesor Politechniki Krakowskiej im. Tadeusza Kościuszki i jej prorektor w kadencjach 2008–2012, 2012–2016 i 2020–2024.

## Życiorys
W 1985 ukończył studia na Politechnice Krakowskiej im. Tadeusza Kościuszki. Doktoryzował się w 1991 na Uniwersytecie Jagiellońskim na podstawie rozprawy pt. Badania nad syntezą i reakcjami dichloroacetylenu w warunkach katalizy międzyfazowej, której promotorem był profesor Jan Pielichowski. Stopień naukowy doktora habilitowanego uzyskał w 2000 na Politechnice Warszawskiej w oparciu o pracę zatytułowaną: Zastosowanie promieniowania mikrofalowego w syntezie organicznej. Tytuł profesora nauk chemicznych otrzymał 21 grudnia 2007.
Jako nauczyciel akademicki związany z Politechniką Krakowską im. Tadeusza Kościuszki, na której w 2010 objął stanowisko profesora zwyczajnego (po zmianach prawnych profesora). W latach 2008–2016 był przez dwie kadencje prorektorem do spraw kształcenia i współpracy z zagranicą. W latach 2016–2020 pełnił funkcję dziekana Wydziału Inżynierii i Technologii Chemicznej. W 2020 został prorektorem PK do spraw nauki na kadencję 2020–2024.
Specjalizuje się w chemii organicznej, technologii organicznej i chemii polimerów. Opublikował ok. 170 prac.
W 2004 został odznaczony Srebrnym Krzyżem Zasługi.